# Xã Delaware, Quận Grant, Minnesota
Xã Delaware (tiếng Anh: Delaware Township) là một xã thuộc quận Grant, tiểu bang Minnesota, Hoa Kỳ. Năm 2010, dân số của xã này là 102 người.